# Wellerman
"Soon May the Wellerman Come", també coneguda com a "Wellerman" o "The Wellerman", és una balada marinera de Nova Zelanda documentada per primera vegada a la dècada de 1960. La cançó fa referència als "wellermen", assenyalant els vaixells de subministrament propietat dels germans Weller, que es trobaven entre els primers colons europeus d'Otago.
A principis del 2021, una versió del cantant escocès Nathan Evans es va convertir en un èxit viral al lloc de xarxes socials TikTok, la qual cosa va provocar una certa "bogeria a les xarxes socials" especialment en anglès, al voltant de les Sea Shanty i les cançons marineres.

## Antecedents històrics
| Wellerman |
|           |
|           |
|           |

La història de la caça de balenes a Nova Zelanda s'estén des de finals del segle xviii fins al 1965. El 1831, els germans Weller, d'origen britànic, Edward, George i Joseph, que havien emigrat a Sydney el 1829, van fundar una estació balenera a Otakou, prop de l'actual Dunedin, a l'illa sud de Nova Zelanda, disset anys abans que es fundés Dunedin. En declaracions a les celebracions del centenari de l'any 1931, el governador general de Nova Zelanda, Lord Bledisloe, va recordar com els germans Weller, en el seu viatge a Nova Zelanda, havien "portat a la 'Lucy Ann' (bricbarca dels germans Weller) una bona quantitat de rom i una bona quantitat de pólvora. A partir de 1833, els germans Weller van vendre provisions als baleners de Nova Zelanda des de la seva base a Otakou, que havien anomenat "Otago" com a aproximació a la pronunciació maori local. Els seus empleats van passar a ser coneguts com a "wellermen". A diferència de la caça de balenes a l'Atlàntic i al nord del Pacífic, els baleners de Nova Zelanda practicaven la caça de balenes amb base a la costa, que els obligava a processar les carcasses de balenes a terra. La indústria va atraure baleners a Nova Zelanda procedents d'orígens diversos que abasten no només les illes britàniques sinó també els pobles indígenes d'Amèrica, els insulars del Pacífic i els indígenes australians. Els baleners depenien de bones relacions amb el poble maori local i la indústria balenera va integrar els maoris a l'economia global i va produir centenars de matrimonis mixts entre baleners i maoris locals, inclòs el mateix Edward Weller, que es va casar dues vegades amb dones maoris, enllaçant així els Weller a una de les famílies maoris locals més destacades, els Ellison.
En el seu punt àlgid el 1834, l'estació d'Otakou produïa 310 tones d'oli de balena a l'any i es va convertir en el centre d'una xarxa de set estacions que van formar una empresa altament rendible per als Weller, que donava feina a fins a 85 persones només a Otago. Des de la base d'Otakou, els Weller es van ramificar en indústries tan diverses com "fusta, espatlles, lli, patates, peix sec, artefactes maoris i fins i tot caps maoris tatuats que tenien una gran demanda a Sydney". No obstant això, atès que la Colònia de Nova Zelanda no seria declarada fins al 1840, els Weller van ser tractats com a comerciants estrangers i es van veure afectats pels aranzels britànics proteccionistes a la importació d'oli de balena. El 1835, l'any en què Joseph Weller va morir a Otago, els germans es van convèncer de la necessitat d'abandonar l'estació tot i que es van ramificar en compres massives de terres a Nova Zelanda, que van ascendir a gairebé 3 milions d'acres (uns 12.000 km²) cap al 1840. L'èxit dels germans Weller en la indústria de la caça de balenes va ser fugaç, i es van declarar en fallida el 1840 després dels intents fallits de compra de terres a gran escala a Nova Gal·les del Sud. L'estació d'Otakou va tancar el 1841. L'any 1841, el Tribunal de Reclamacions de Nova Gal·les del Sud va dictaminar que les compres de terres dels germans Weller a Nova Zelanda eren legalment invàlides, després de la qual cosa els Weller "van sortir discretament de les pàgines de la història de Nova Zelanda". La caça comercial de balenes a Nova Zelanda va continuar fins a la dècada de 1960.

## Sinopsi
Soon may the Wellerman come
To bring us sugar and tea and rum
One day, when the tonguin' is done
We'll take our leave and go
La lletra de la cançó descriu un vaixell balener anomenat Billy o'Tea (en argot anglès, "Cassó del tè") i la seva cacera d'una balena franca. La cançó descriu com la tripulació del vaixell espera que arribi un "wellerman" i els porti subministraments de productes de luxe. Segons l'explicació de la cançó al lloc web New Zealand Folk Song, "els treballadors d'aquestes estacions de caça de balenes a la badia (balleners a terra) no rebien salari, se'ls pagava en slops (roba confeccionada), licors i tabac". El cor continua amb la tripulació cantant la seva confiança que el "tonguin" serà l'últim pas de la seva difícil situació. El tonguin (llengua) en aquest context fa referència a la pràctica de tallar tires de greix de balena per convertir-les en oli. Els versos posteriors detallen la determinació del capità de portar la balena en qüestió, tot i que passa el temps i el quartet de baleners es perd en la lluita. En l'últim vers, el narrador transmet com el Billy o' Tea encara està implicat en una lluita contínua amb la balena, amb el Wellerman fent "la seva crida habitual" per enfortir el capità i la tripulació.

## Història
Neil Colquhoun, professor de música i compilador de música popular establert a Nova Zelanda, va afirmar haver recollit la cançó al voltant de 1966 d'un tal F.R. Woods. Woods, que en aquell moment tenia 80 anys, suposadament havia escoltat la cançó, així com la cançó "John Smith A.B.", del seu oncle. La cançó "John Smith A.B." va ser impresa en un número de 1904 de The Bulletin, on es va atribuir a un tal D.H. Rogers. David Hunter Rogers va ser un immigrant escocès de primera generació que va treballar a la Union Company a partir del 1880; de tota manera, Wellerman no s'assembla a "John Smith A.B." ni als seus altres poemes publicats. El 1973, "Soon maig the Wellerman Come" es va incloure al llibre de cançons populars de Nova Zelanda de Colquhoun, New Zealand Folksongs: Songs of a Young Country.